# Lac Seul
Lac Seul ist ein großer sichelförmiger Stausee im Nordwesten der kanadischen Provinz Ontario im Kenora District.
Er ist etwa 240 km lang, hat eine maximale (regulierte) Seetiefe von 47,2 m und liegt 357 m über Meereshöhe.
Die Wasserfläche beträgt 1373 km², einschließlich Inseln sind es 1657 km². Die maximale Tiefe beträgt 47 m.
Es handelt sich beim Lac Seul um das zweitgrößte Gewässer, welches vollständig in der Provinz Ontario liegt.
Der Stausee besteht aus größeren Buchten, schmalen Kanälen und Inseln. Er ist ein relativ flacher See.
Er bildet ein ideales Habitat für Fischarten wie Glasaugenbarsch, Hecht, Echte Barsche und Muskellunge.
Lac Seul befindet sich an einem ehemaligen Seearm des prähistorischen Sees Lake Agassiz.
Der heutige Lac Seul entstand durch Aufstau des English River bei Lower Ear Falls Ende der 1920er Jahre. Dadurch erhöhte sich der Wasserspiegel und die Wasserfläche des ursprünglichen Sees.
Vom Lake St. Joseph, der im Einzugsgebiet des Albany River und der James Bay liegt, werden seit 1957 jährlich 2,68 km³ Wasser zum Lac Seul umgeleitet.

## Energieerzeugung
Bei Ear Falls, wo der English River den See verlässt, befinden sich zwei Wasserkraftwerke, die von Ontario Power Generation (OPG) betrieben werden: Ear Falls (4 Turbinen, 17 MW, 1930–1948) und Lac Seul (Alternativname: Obishikokaang Waasiganikewigamig, 12,5 MW, 52 GWh Jahresleistung, 2009 fertiggestellt, die Lac Seul First Nation ist mit 25 Prozent beteiligt).

## Nahe Gemeinden
- Ear Falls
- Goldpines
- Lac Seul First Nation – Lac Seul 28 Indian Reserve
- Lac Seul Post
- Sioux Lookout
- Wabauskang First Nation – Wabauskang 21 Indian Reserve

## Zuflüsse
- English River
- Vermilion River